# Marco Antonelli
Marco Antonelli (ur. w Neapolu) – włoski piosenkarz.
W 1984 r. zadebiutował w Polsce, występując w duecie z Haliną Benedyk na 21. Międzynarodowym Festiwalu Piosenki w Sopocie i wykonując utwór „Frontiera”. Para zdobyła 3. miejsce, a tuż po koncercie wyruszyła na tournée po kraju, śpiewając swoje największe przeboje.
W 2010 r., po 26 latach, Halina i Marco spotkali się ponownie aby nagrać wspólną płytę, którą zatytułowali Frontiera. Rok później powstał teledysk do tytułowej piosenki albumu, który został nakręcony w hotelu Blow Up Hall w Poznaniu. W 2015 r. duet wykonał skomponowany przez Aleksandra Maliszewskiego utwór „Solo noi”, do którego powstał nagrywany w Neapolu teledysk.

## Dyskografia
| Rok  | Tytuł                                        |
| ---- | -------------------------------------------- |
| 1986 | Favola - Wydany: 1986 - Wytwórnia: Pam Sound |

| Rok  | Tytuł                           | Uwagi                       |
| ---- | ------------------------------- | --------------------------- |
| 1985 | „Frontiera” / „Bella bellisima” | Vinyl, 7", Single, Tonpress |
| 1986 | „Favola” / „Ancora insieme”     | Vinyl, 7", Single, Tonpress |
| 1986 | „Saziame” / „Non voglio piu”    | Vinyl, 7", Single, Tonpress |